# یوری کولوموتس
یوری کولوموتس (اوکراینی: Юрій Миколайович Коломоєць؛ زادهٔ ۲۲ مارس ۱۹۹۰) بازیکن فوتبال اهل اتحاد جماهیر شوروی سوسیالیستی است.
از باشگاه‌هایی که در آن بازی کرده‌است می‌توان به باشگاه فوتبال کریفباس کریفیی ریه و باشگاه فوتبال فورسکلا پولتاوا اشاره کرد.
وی همچنین در تیم ملی فوتبال اوکراین بازی کرده‌است.